# Purpurbrun jordtunga
Purpurbrun jordtunga (Geoglossum atropurpureum) är en svampart som först beskrevs av August Johann Georg Karl Batsch, och fick sitt nu gällande namn av Christiaan Hendrik Persoon 1796. Geoglossum atropurpureum ingår i släktet Geoglossum och familjen Geoglossaceae.   Inga underarter finns listade i Catalogue of Life.
I den svenska databasen Dyntaxa används istället namnet Microglossum atropurpureum för samma taxon.  Arten är reproducerande i Sverige.

## Bildgalleri

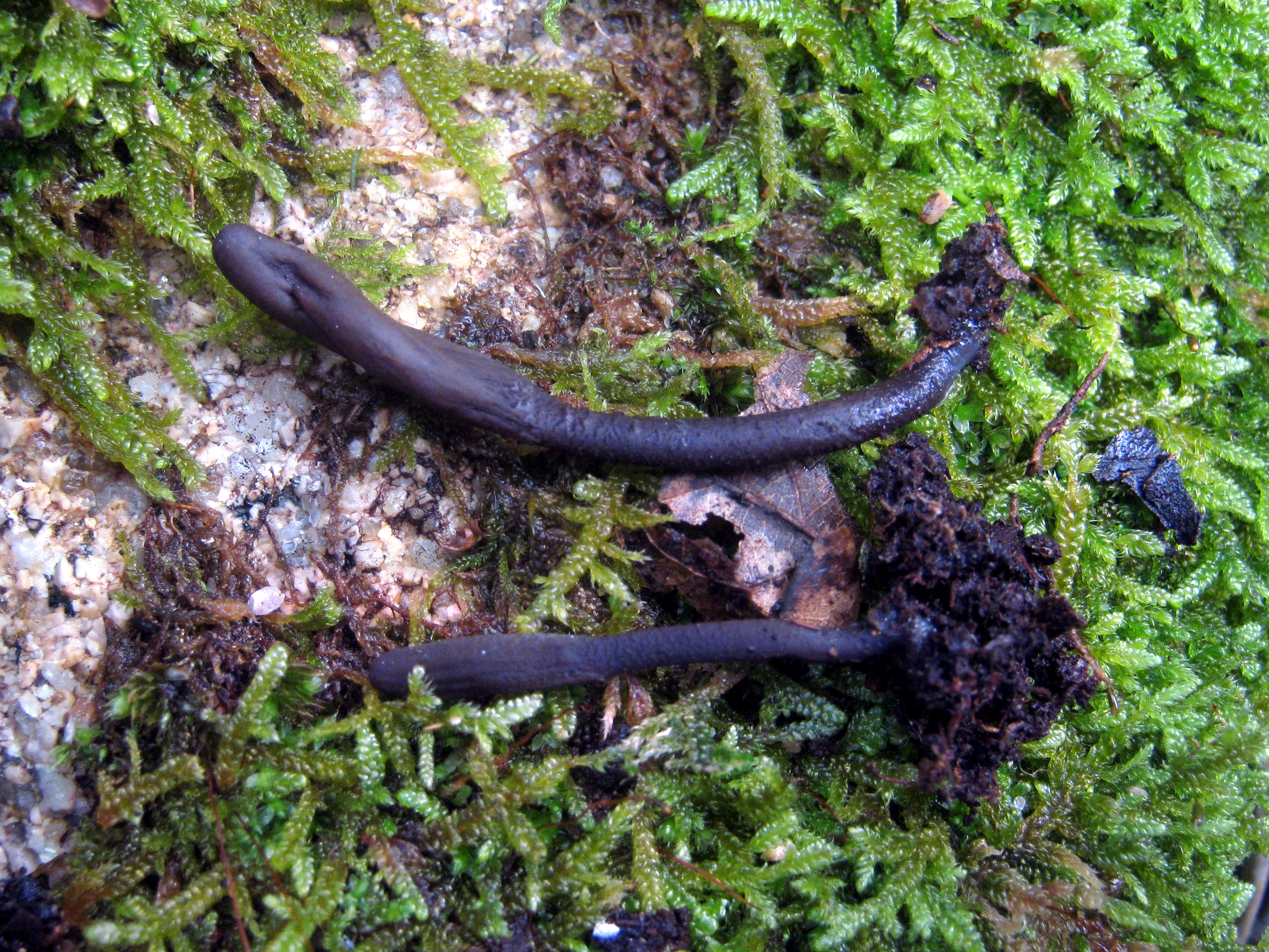